# Anaplasmosis
Az anaplasmosis az Anaplasma phagocytophilum baktérium okozta, a kullancsok által terjesztett, nem túl gyakori megbetegedés. Leginkább Amerikában fordul elő. Nevezik még humán granulocitás ehrlichiosisnak is. 
Az Anaplasma phagocytophilum nevű baktérium a rickettsiák közé tartozik. Rokon fajok: Ehrlichia chaffeensis, Ehrlichia muris  Hasonlóan a Lyme-kórhoz, kullancsok közvetítik. 
A betegség jellemzően kullancscsípés után 1-2 héttel  kezdődik, láz, rossz közérzet, fejfájás, hányinger, egyéb általános tünetekkel. Atípusos tünetek fordulhatnak elő, ha a kullancs Lyme-kórral is fertőzött volt. 
Labor leletek: leukopénia, trombocitopénei, transzamináz emelkedés. Vérkenetben zárványtestek a granulocitákban. Diagnosztikus értékű a PCR és az IIF vizsgálat. 
Legyengült, idős szervezetben kezelés nélkül súlyos állapot, tudatzavar, vérzés zavar, légzési nehézség, halál is előfordulhat.
Kezelése Doxycyclinnek (és más tetraciklinekkel) történik már 2x100mg/die adagban. 